# Sloup v Čechách (zámek)
Zámek Sloup v Čechách byl postaven v obci Sloup v Čechách na Českolipsku v 18. století. Vznikl v letech 1730–1733 jako rezidence rodu Kinských ve stylu vrcholného baroka. Celý areál zámku s parkem a přidruženými stavbami patří k významným ukázkám venkovského šlechtického sídla. V 18.-20. století byl hlavním sídlem tzv. sloupské větve Kinských, v roce 1941 přešel dědictvím na spřízněnou rodinu Preysingů. Na základě Benešových dekretů byl v roce 1945 jako německý majetek zestátněn a poté jej využívaly různé organizace. Od roku 2002 je ve správě Libereckého kraje a sídlem domova důchodců. Od roku 1958 je zapsán na seznamu kulturních památek.

## Historie

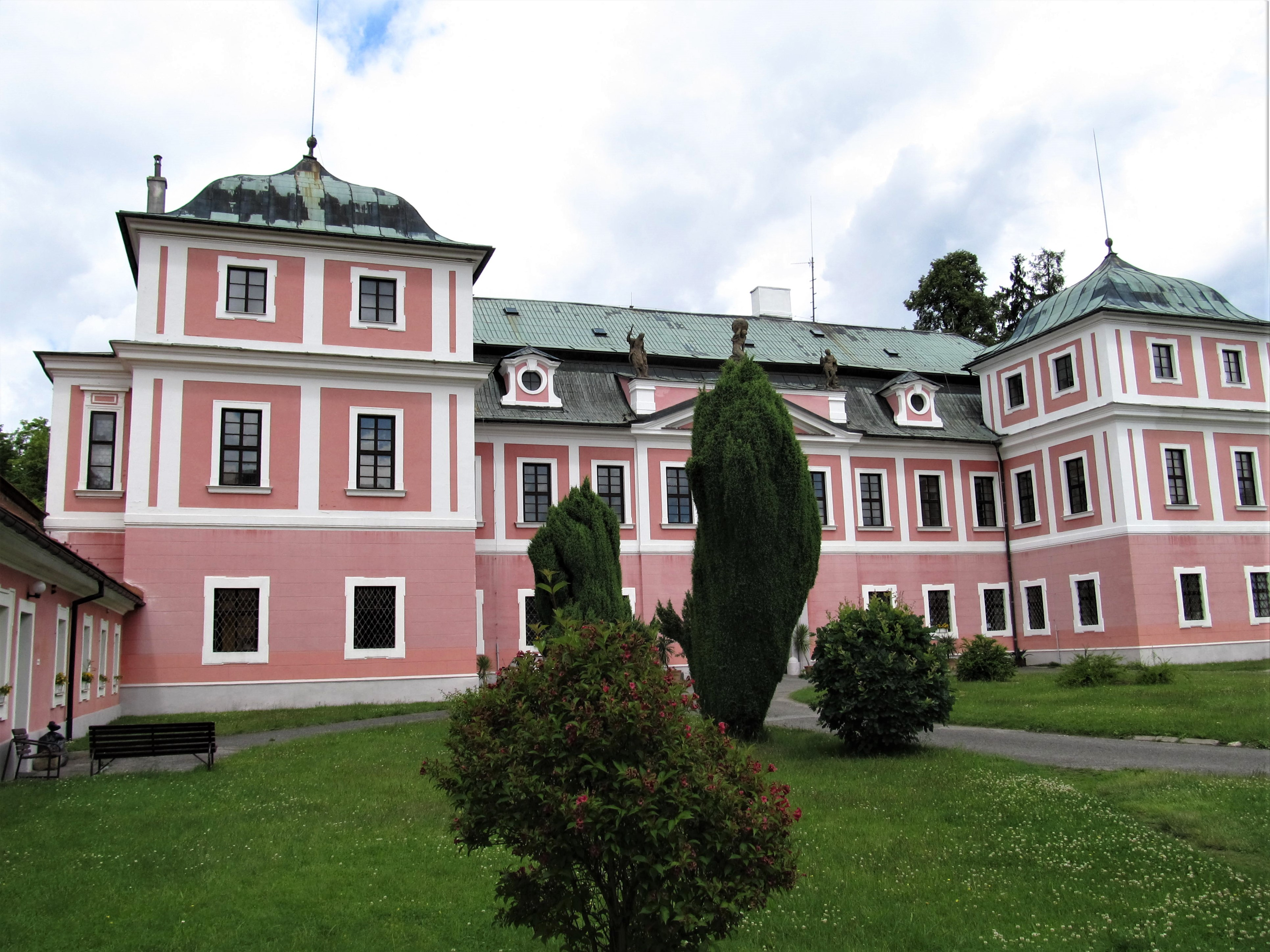
Hlavní průčelí zámku

Panství Sloup se zříceninou hradu, starým berkovským zámkem (označovaným též jako panský dům), čtrnácti vesnicemi a dvěma hospodářskými dvory koupil v roce 1710 od rodu Kokořovců hrabě Václav Norbert Kinský (1642–1719), který vytvářel majetkové zázemí pro své početné potomstvo. Jako dědic Sloupu byl předurčen Josef Jan Maxmilián (1705–1780), který byl v době otcova úmrtí (1719) nezletilý, správu majetku za něj zajišťoval starší nevlastní bratr Štěpán Vilém Kinský. Josef Jan Maxmilián panství fakticky převzal v roce 1729 a krátce poté přistoupil k výstavbě nového zámku, protože starý zámek byl již nevyhovující (v roce 1733 ostatně vyhořel). Sloupský zámek byl vystavěn na půdorysu písmene H, hlavní budova je jednopatrová s vysokou mansardovou střechou, k níž jsou připojena kratší postranní dvoupatrová křídla. Čestný dvůr směrem ke kostelu uzavírají přízemní hospodářské budovy. Před zámkem vzniklo parterově řešené čestné nádvoří. U zámku nechal vybudovat park i užitkovou zahradu obehnanou zdí, v ní palouk s fontánou a sochou Neptuna z roku 1755. Autorství projektu zámku je nejisté, dříve byl za stavitele považován Pietro Paolo Columbani, který pro rodinu Kinských pracoval na přestavbě kostela v Prysku, novější výzkumy ale ukazují spíše na některého projektanta z okruhu Kiliána Ignáce Dientzenhofera. Severně od zámku byla v letech 1738–1740 postavena kaple sv. Jana Nepomuckého, která nějakou dobu plnila také úlohu rodinné hrobky. Zámecký areál byl v roce 1755 obohacen o budovu špitálu zdobenou erbem Kinských a freskou sv. Vavřince nad hlavním vstupem. Josef Jan Maxmilián Kinský proslul především jako energický podnikatel, mimo jiné na Sloupsku založil tradici výroby zrcadel přetrvávající v režii jeho potomků až do 20. století. 

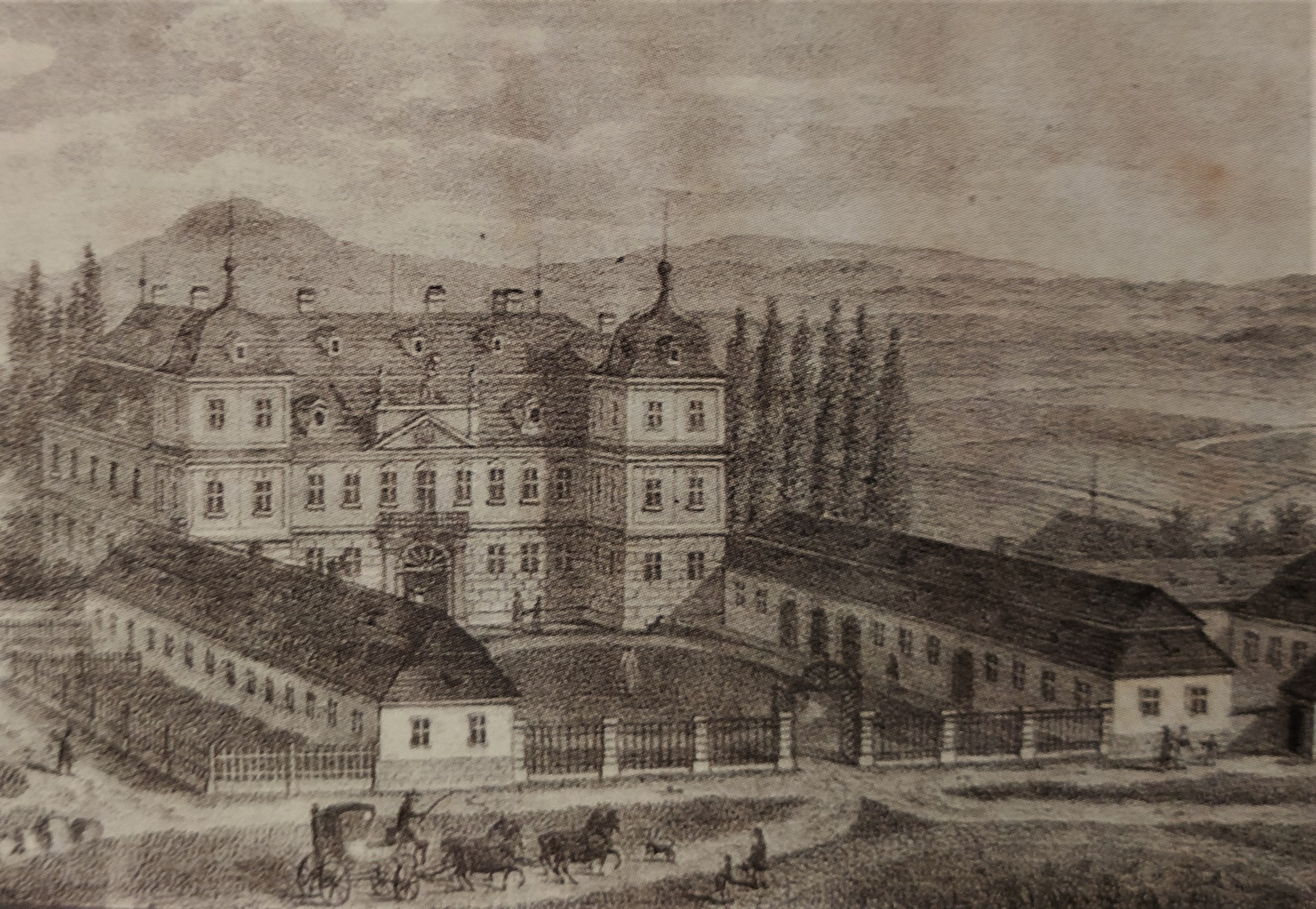
Zámek v první polovině 19. století za Karla Kinského

Po smrti Josefa Jana Maxmiliána zdědil Sloup jeho synovec Filip Kinský (1741–1827). Ten sice hned po převzetí dědictví Sloup navštívil a přijal hold poddaných, jinak zde ale pobýval jen zřídka, protože byl vázán státní službou ve Vídni a kromě toho měl k dispozici další sídla (Chroustovice). Od konce 18. století nicméně sloupský zámek navštívili různí členové císařské rodiny mimo jiné s ohledem na blízkost zámku Zákupy, který patřil Habsburkům. Filip Kinský odkázal Sloup synovci Karlovi Kinskému (1766–1831). Ten zdědil panství ve věku 61 let a v té době ukončil aktivní službu v armádě v hodnosti c. k. polního podmaršála. Na rozdíl od strýce Filipa se ve Sloupu trvale usadil a v letech 1828–1829 inicioval četné stavební úpravy zámku i okolí. Interiéry zámku byly vybaveny mobiliářem ve stylu empíru a biedermeieru, nábytek z této doby zůstal zachován až do konce druhé světové války. Prostor severně od zámku byl přeměněn v přírodně krajinářský park obohacený stavbami dvou skleníků. V roce 1831 zdědil Sloup Karel mladší Kinský (1817–1856), který byl v té době nezletilý, později byl ve Sloupu zvolen starostou (1850), zemřel ale svobodný a bez potomstva. Sloupský velkostatek po jeho předčasné smrti převzala matka Alžběta Kinská, rozená Thun-Hohensteinová (1791–1876), která se až do vysokého věku aktivně věnovala hospodaření na majetku. V roce 1861 se nicméně odstěhovala na nedaleký zámek ve Svojkově a Sloup přenechala mladšímu synu Augustu Leopoldovi (1817–1891). Ten měl sice zajištěné doživotní užívání sloupského zámku, ale dědicem velkostatku se po smrti Alžběty Kinské stal jeho syn August František (1849–1941). August Leopold s matčinou poslední vůlí nesouhlasil, ale zároveň nechtěl přistoupit k soudnímu sporu se synem. Nakonec se díky příbuzenským vazbám získaným sňatkem (Dubští z Třebomyslic) odstěhoval na Moravu, kde koupil velkostatek Lešná. Zámek ve Sloupu trvale obýval August František, zvláště poté, co z matčina dědictví v roce 1879 prodal rodový palác v Hybernské ulici v Praze (dnešní Lidový dům). 

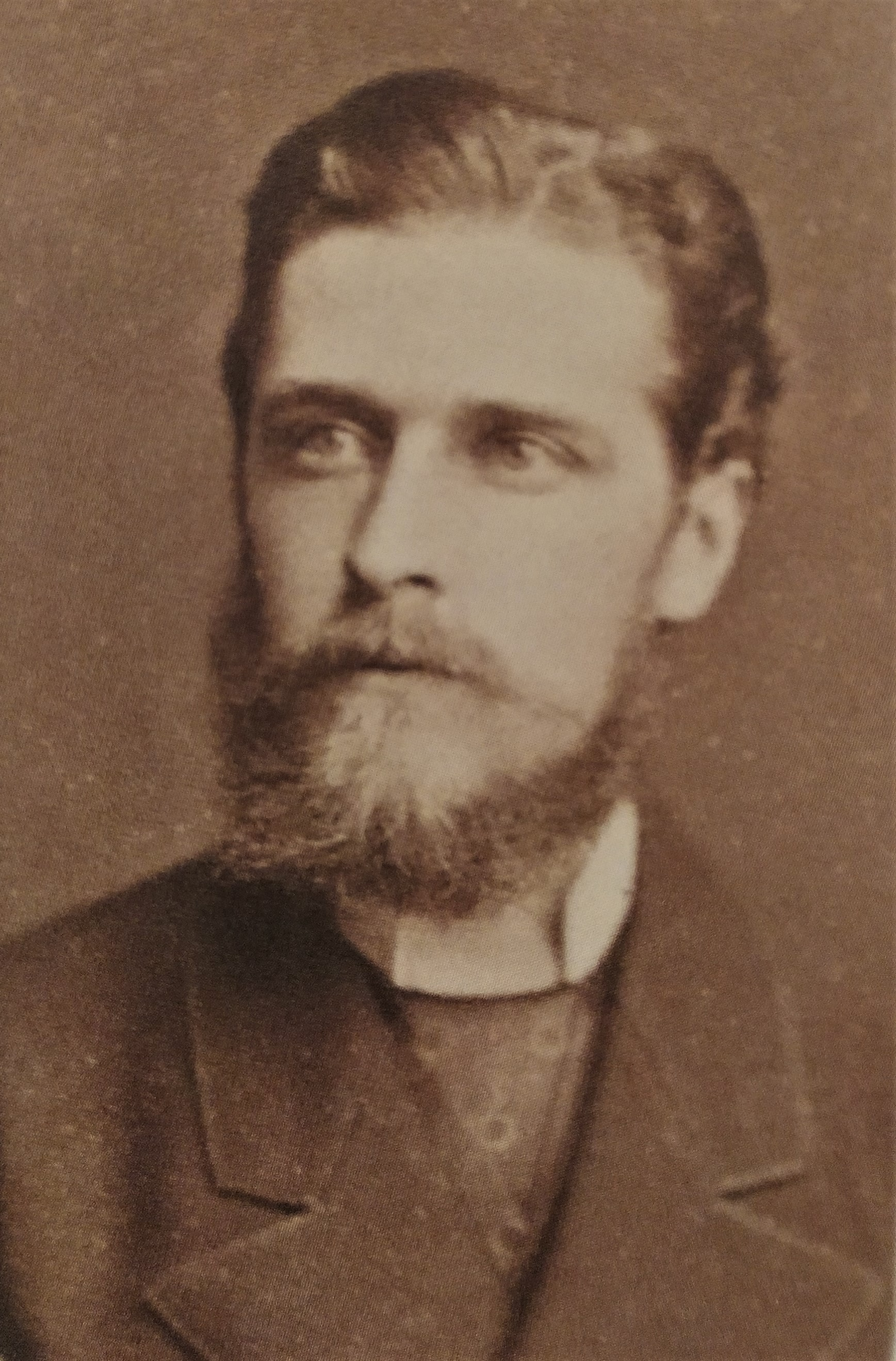
Hrabě August František Kinský (1849–1941), majitel zámku v letech 1877–1941

Hrabě August František Kinský spravoval zámek a velkostatek Sloup v letech 1877–1941 a dožil se věku 92 let. Jeho manželkou byla hraběnka Františka z Hartigu (1859–1939), dcera českého nejvyššího zemského maršálka hraběte Edmunda Hartiga (1812–1883) a majitele sousedního velkostatku Mimoň. Koncem 19. století měl sloupský velkostatek rozlohu 2 448 hektarů půdy, z toho většinu tvořily lesy (správa polesí sídlila v Novém Boru), z ekonomického hlediska zůstávala nadále důležitá výroba zrcadel. Při inventarizaci majetku po úmrtí Alžběty Kinské byl velkostatek oceněn částkou 391 625 zlatých (1878). Za Augusta Františka Kinského byl sloupský zámek upravován jen minimálně, v 80. letech 19. století došlo k malé přístavbě schodiště mezi přízemím a prvním patrem v levém křídle zámku, které tehdy hraběcí rodina trvale obývala. Vzhledem k blízkosti zámku v Zákupech jako jednoho z vedlejších sídel rodu Habsburků navštěvovali i na přelomu 19. a 20. století zámek ve Sloupu příslušníci císařské rodiny, v letech 1898–1901 zde několikrát pobývala například arcivévodkyně Marie Terezie z Braganzy. 
August František Kinský měl dvě dcery, starší Marie Filipína (1879–1952) se v roce 1906 provdala za hraběte Viléma Emanuela Preysinga (Preysing-Lichtenegg-Moos, 1879–1970) ze staré bavorské šlechty Po smrti Augusta Františka Kinského v roce 1941 zdědila Sloup Marie Filipína, faktickou správu velkostatku ale zajišťoval její nejstarší syn hrabě Kaspar Preysing (1903–1945), který měl k zámku vztah od častých návštěv v dětství a za druhé světové války se zde trvale usadil se svou manželkou Alžbětou, rozenou Dohalskou z Dohalic (1898–1979). V roce 1944 byly do několika místností zámku uschovány sbírky muzea v Liberci v zájmu ochrany před bombardováním. Během osvobození Československa byl na zámku dne 9. května zastřelen hrabě Kaspar Preysing, když chránil svou manželku. Vrahem byl důstojník Rudé armády Petr Nazarenko, který byl následujícího dne popraven a později pohřben na místním hřbitově.
Jako německý majetek byl velkostatek Sloup zkonfiskován v roce 1945 na základě Benešových dekretů. Národním správcem velkostatku byl ustanoven František Kaláb z Vyškovska, koncem roku 1945 bylo do zámku uskladněno zařízení fary. Krátce po roce 1945 usilovalo o zámek několik institucí a hospodářských subjektů, které měly v plánu umístít sem rekreační středisko pro své zaměstnance. Historické zařízení zámku bylo odvezeno během roku 1947, mobiliář byl částečně umístěn v Uměleckoprůmyslovém muzeu v Praze, ale také na další objekty ve státní správě. V následujících letech sloupský zámek spadal pod několik subjektů s různým využitím (například jako rekreační středisko Tatra, od roku 1957 škola v přírodě ve správě KNV Praha). Po požáru zámku ve Svojkově (1958) byl do Sloupu přemístěn domov důchodců ve správě ONV Česká Lípa. Během poválečného období byl zámek několikrát adaptován, úpravy se ale dotkly převážně jen interiérů a celková architektonická podoba zůstala neporušena. Od roku 2002 je zámek ve správě Libereckého kraje a nadále slouží jako domov důchodců.  

## Zámecký park
Podoba zámeckého parku pochází z období kolem roku 1829. Po roce 1980 zde rostlo 15 jehličnatých a 40 listnatých stromů. Za pozoruhodné byla označena řada mohutných vejmutovek, rostly zde cypřišky, smrk východní, urostlé tisy, dub letní, převislý buk a žlutopestrý javor klen.

## Současnost
Zámek je jednopatrová budova s dvěma postranními křídly, dvorem a hospodářskými budovami, vesměs upravenými pro potřeby domova důchodců. Půdorys všech staveb má tvar písmene H. Dnes je sídlem instituce Domov důchodců Sloup v Čechách, Benešova 1, 47152 Sloup v Čechách, jehož zřizovatelem je Krajský úřad Liberec.

## Poloha a přístup
Z boku zámku je vedena silnice od Zákup k Novému Boru a jsou zde i autobusové zastávky. Železniční spojení zde není. Pod zámkem jsou vedeny zeleně a žlutě vyznačené trasy pro pěší turisty, jejichž součástí jsou naučné trasy obcí a okolím.

## Galerie

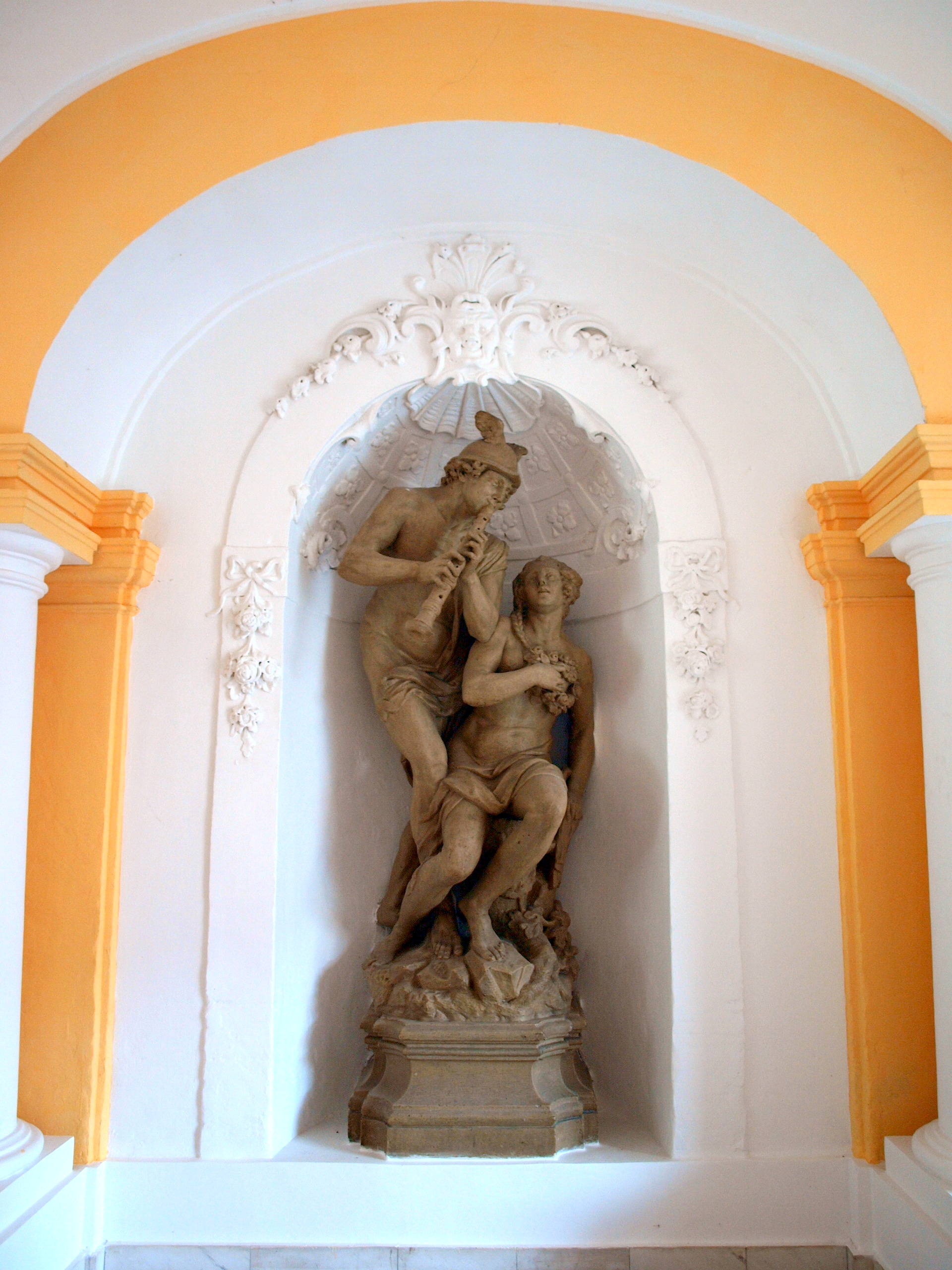
Sousoší Hermés a Hersé ve vstupní hale zámku
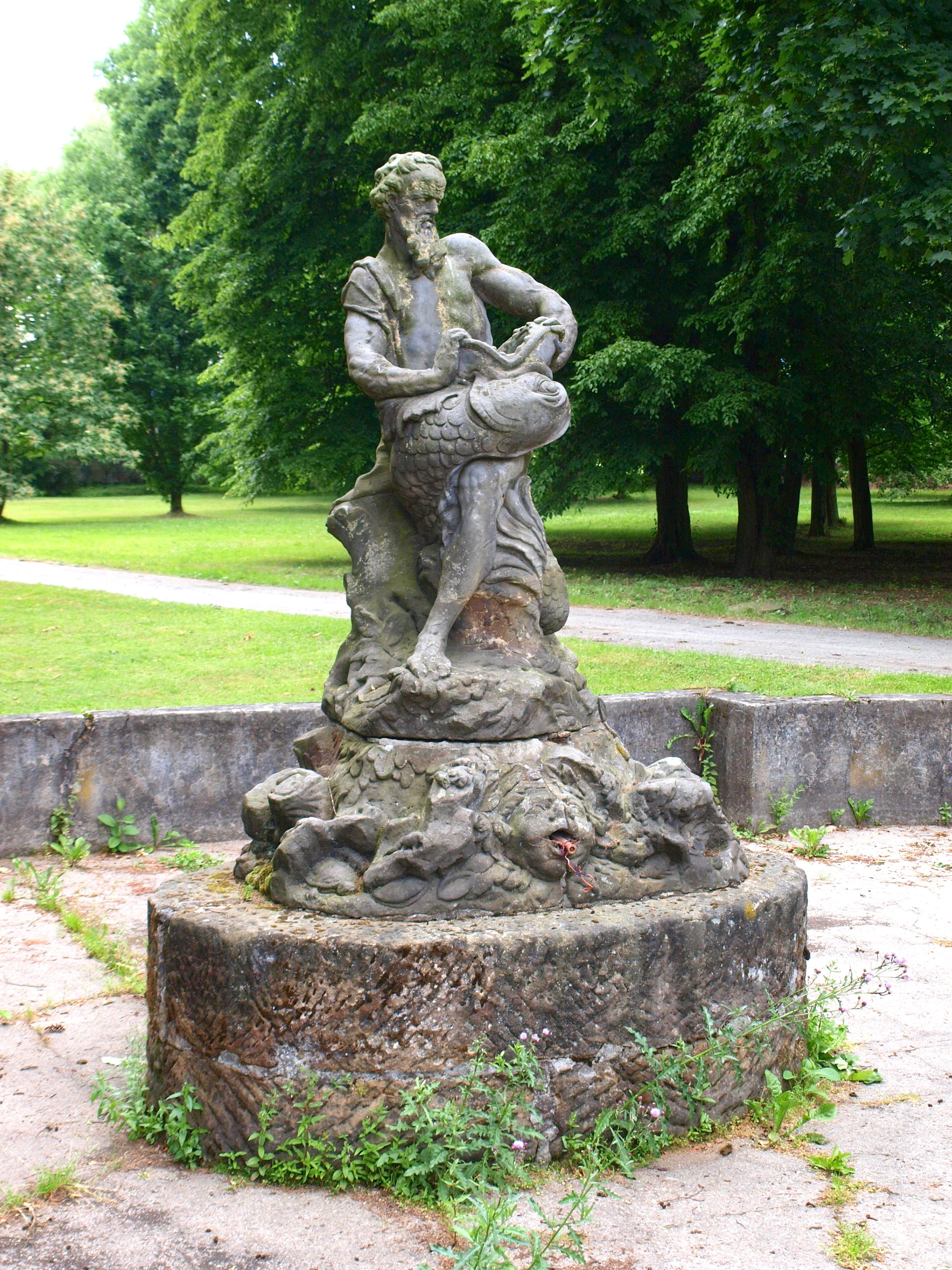
Zámecký park, fontána se sochou Neptuna (1755)
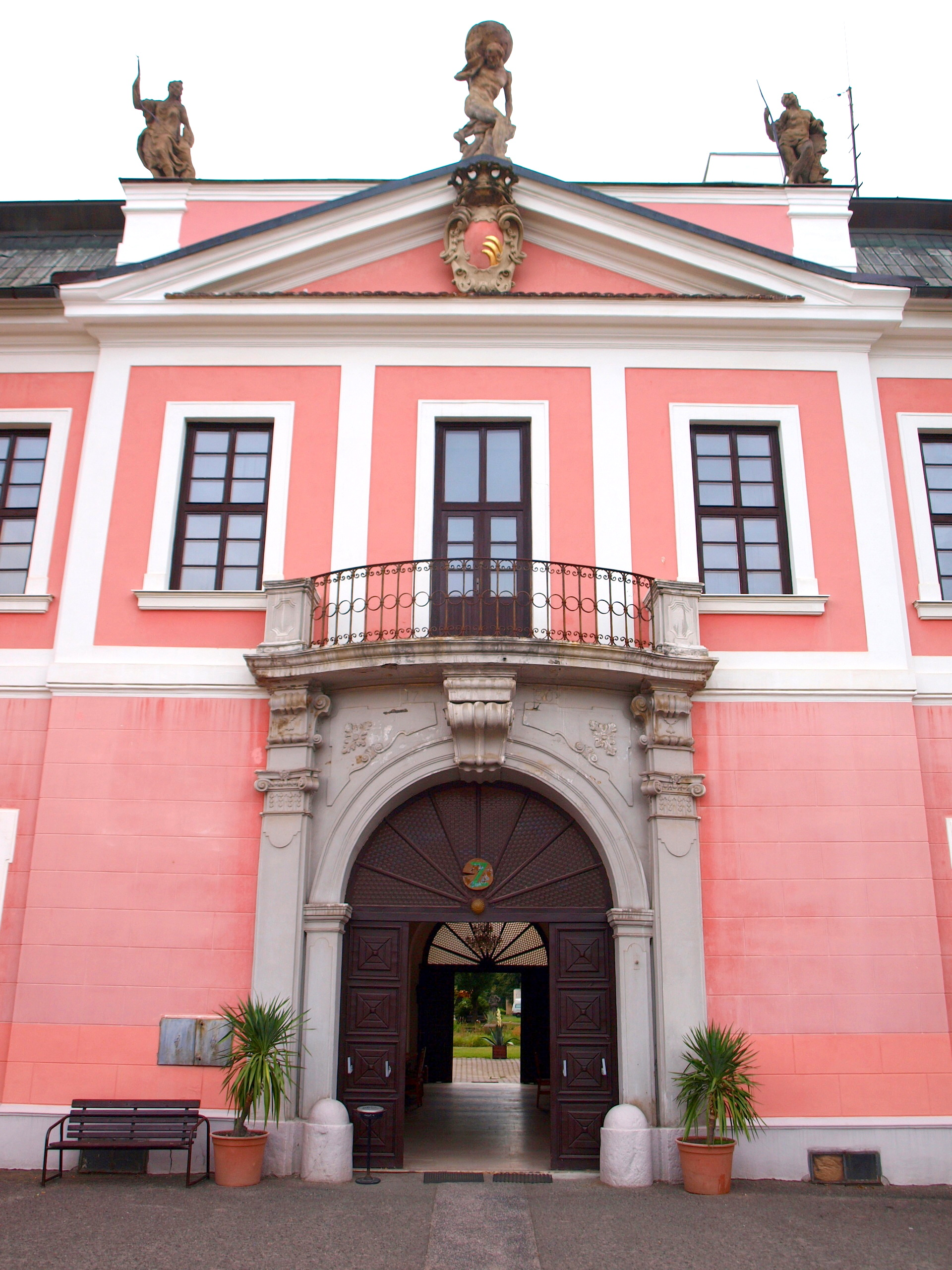
Vstupní část zámku s erbem rodu Kinských a barokní sochařskou výzdobou
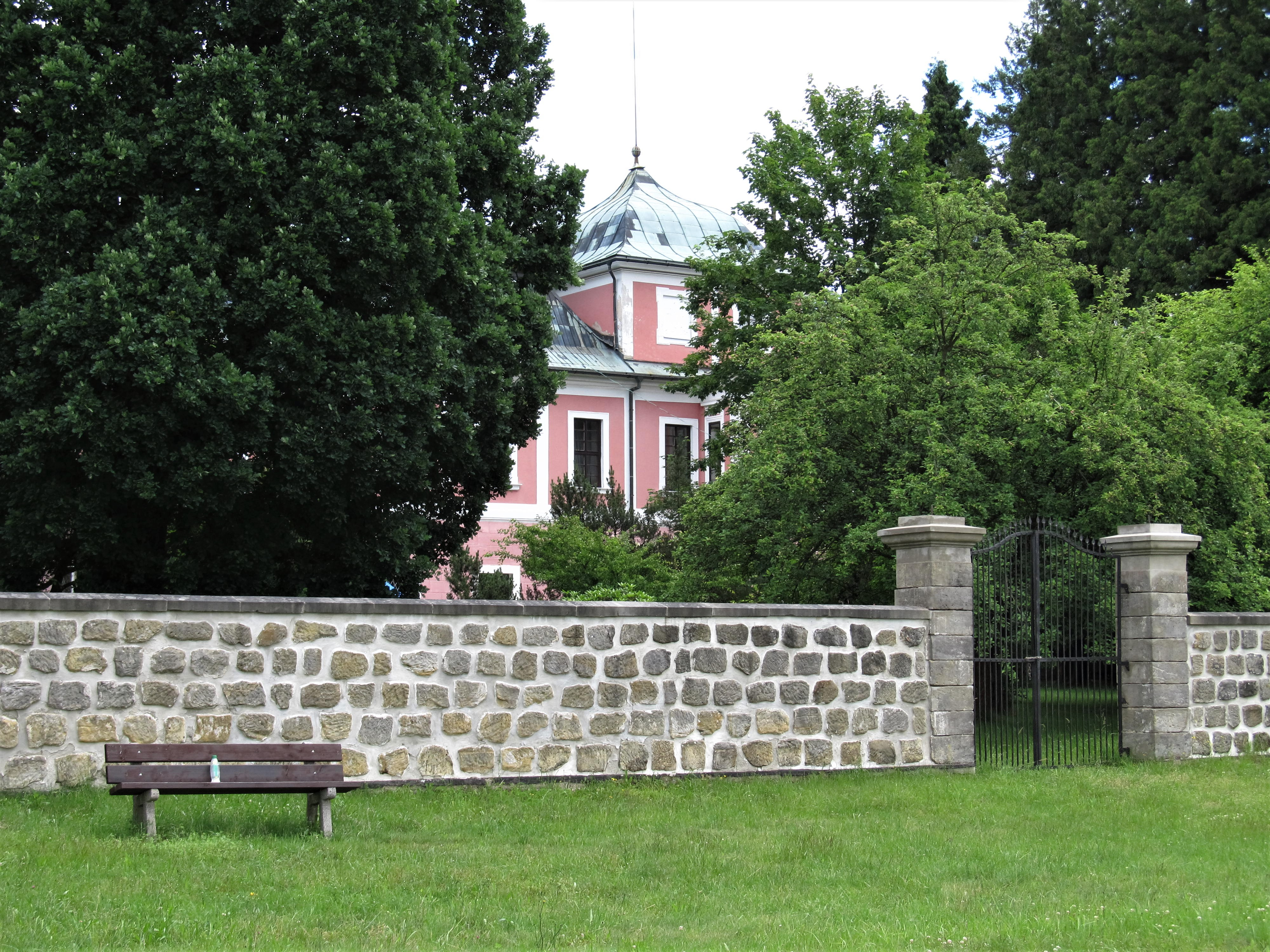
Pohled na hlavní budovu od západu
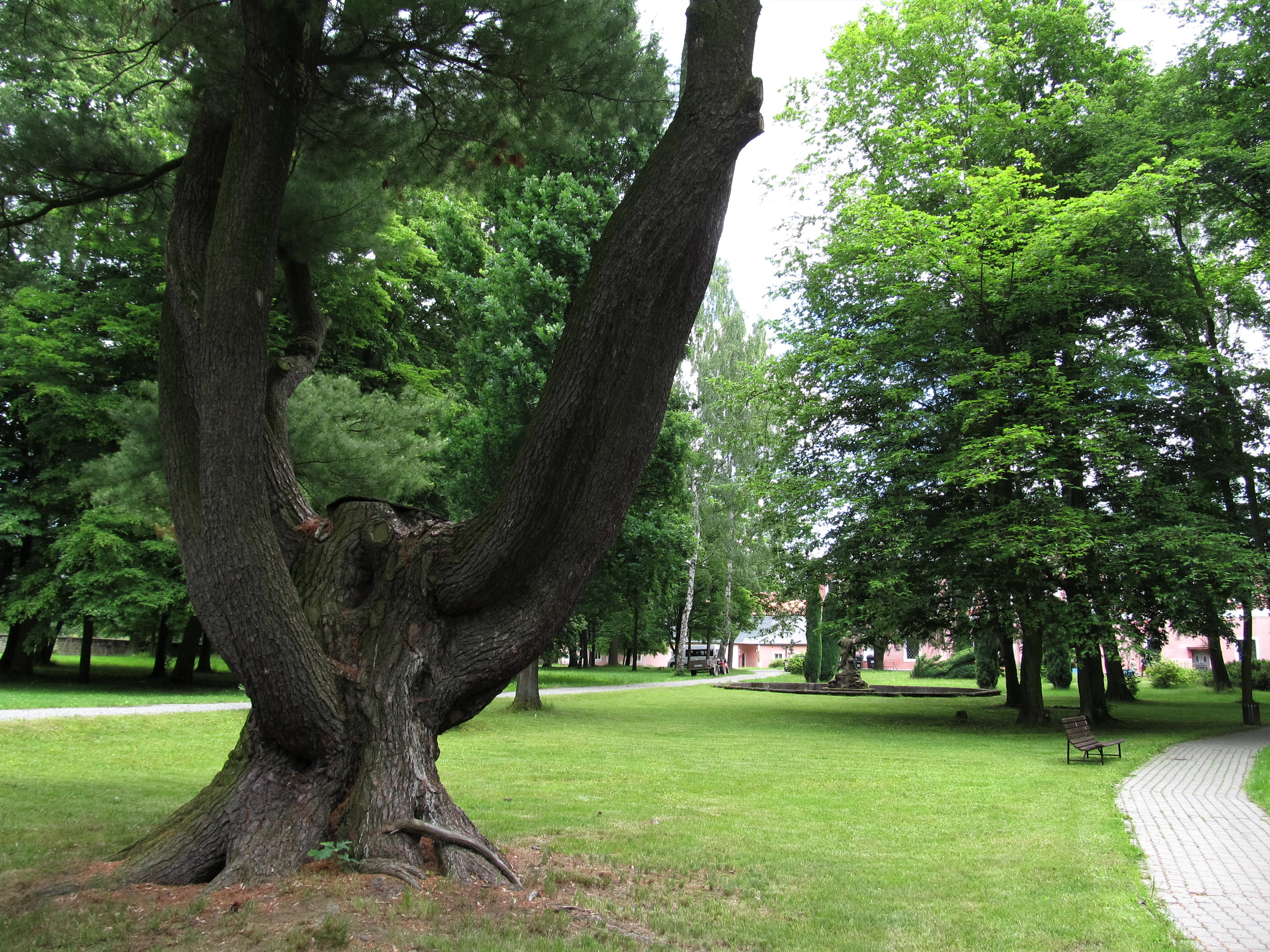
Zámecký park
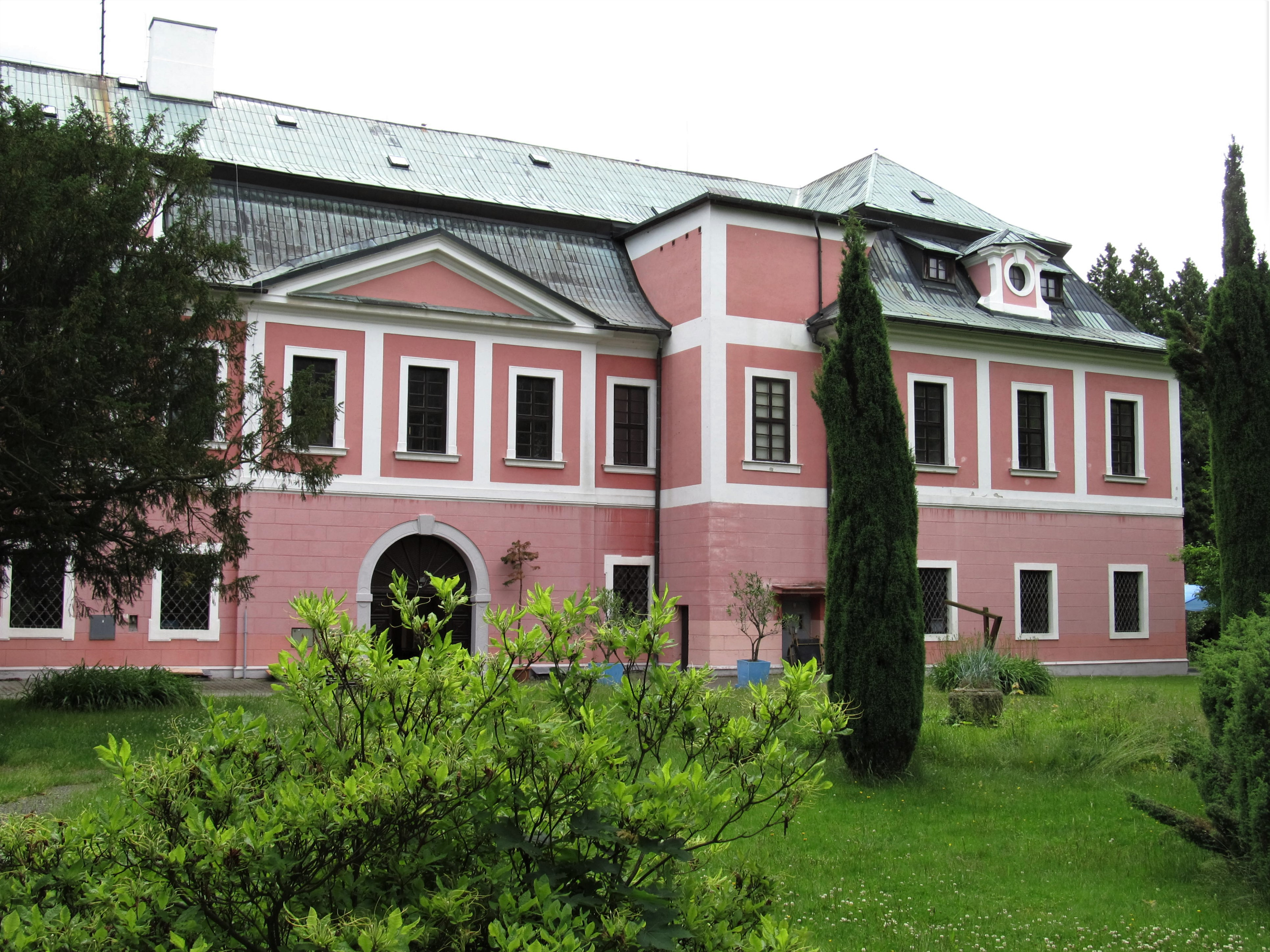
Pohled na hlavní budovu od severovýchodu
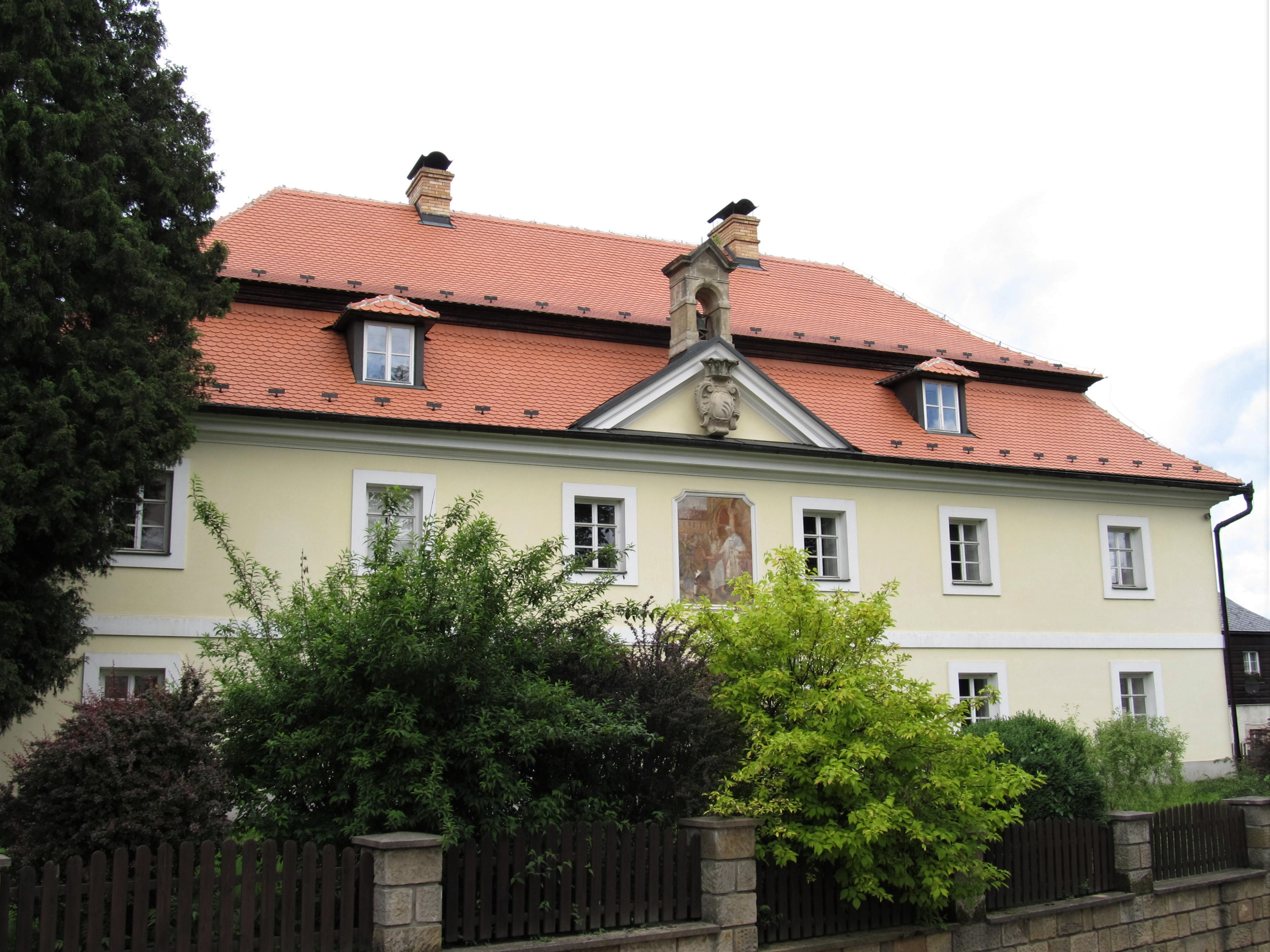
Bývalý špitál v areálu zámku